# Женска боквица
Женска (широколисна) боквица (Plantago major) је вишегодишња/двогодишња зељаста биљка из породице Plantaginaceae. Придев major се односи на величину листова саме биљке, који се истичу од листова других врста по поменутом критеријуму.

## Опис
Биљка је висока од 4 (10) до 60 (70) центиметара с једном или више усправних цветних стабљлика. Сви листови су приземни и формирају розету, широко јајастог до елиптичног облика, затупасти, при основи углавном округли с целим ободом или могу бити назубљени у доњем делу. Листови имају 3 до 7 нерава, на дугачким дршкама се налазе, претежно голи или с кратким длачицама. Лисне дршке су дуже од лиске или једнаке дужине лиске, ретко краће. Цветне стабљике су голе, али могу бити покривене кратким длачицама при врху. Цветови су сакупљени у дугачке, узане, цилиндричне класове, дужине од 2 до чак 60 центиметара. Класови су доста збијени и само у доњем делу испрекидани с неколико размакнутих цветова; цветови су ректо размакнути читавом дужином. Брактеје цвасти су троугласто-јајастог облика, гребенасте, ободом широко опнасте, најчешће краће од чашице. Чашични листићи су широко елиптични, с гребенастим средњим нервом, зелени, дугачки од 1.5 до 2.5 милиметара, при врху округласти, ободом широко опнасти. Листићи крунице су јајасти или јајасто-ланцестасти, дугачки до 1 милиметар, углавном затупасти. Прашници су 2 до 2.5 шута већи од крунице. Плод је чаура, јајастог облика, дугачка 2 до 4 милиметра, знатно дужа од чашице с много семена ( 5 до 35). Семе је тамно, мрко, око 1 милиметар дугачко, често угласто. Цвета у периоду од јуна до септембра. 

## Станиште
Женска боквица расте на ливадама, у усевима, око насеља, на затрављеним стаништима, поред путева, на песковитим и пристојним местима, на пржинама.  

## Опште распрострањење
Расте на подручју читаве Европе, Северне и Средње Азије; као адвентивна биљка и на другим континентима. У Србији и на Балканском полуострву је широко распротрањена. 
- клас
- цветни дијаграм
- плодови
- семе
- бокор